# Mineralölsteuer (Österreich)
Die Mineralölsteuer (kurz: MÖSt) ist in Österreich eine Verbrauchsabgabe, mit der Kraftstoffe und Heizstoffe aus Mineralölen besteuert werden.
Je nach Produkt (z. B.: Benzin, Diesel oder Flüssiggas), Zusammensetzung (z. B. Schwefelgehalt) und Verwendung (Kraftstoff oder Heizstoff) gelten unterschiedliche Steuersätze. Bis 1987 waren die Einnahmen für das Bundesstraßennetz zweckgebunden; seitdem fließen sie in das allgemeine Bundesbudget. Der in den Medien verwendete Begriff Dieselprivileg bezeichnet die steuerliche Begünstigung von Dieselkraftstoff gegenüber Motorenbenzin.

## Geschichte
Das ursprüngliche österreichische Mineralölsteuergesetz stammt von 1949 und löste das bis dahin gültige deutsche Mineralölgesetz aus dem Jahr 1930 ab. Das aktuelle Gesetz trat 1995 in Zusammenhang mit dem Beitritt zur Europäischen Union in Kraft und hat den Langtitel: Bundesgesetz, mit dem die Mineralölsteuer an das Gemeinschaftsrecht angepaßt wird.
Die Einnahmen betrugen 2014 4,14 Mrd. Euro, das waren 5,27 % der Einnahmen des Staates aus Steuern (gesamt 78,5 Mrd. Euro).
Mit Juli 2007 wurde die Steuer um 3 Cent bei Benzin und 5 Cent bei Diesel angehoben.
Die Besteuerung betrug von Juli 2007 bis Dezember 2010:
- Benzin: 0,442 Euro/Liter
- Diesel: 0,347 Euro/Liter
- LPG (Autogas): 0,261 Euro/Kilogramm (ca. 0,141 Euro/Liter) (bei der Verwendung als Treibstoff)[4] Der Linienverkehr ist bis zu einer Fahrstrecke von 25 km von der Steuer befreit.

## Steuersätze (Stand 1. Jänner 2023)
(Quelle: )
Flugbenzin (KN 2710 12 31), oder Benzin mit einem Gehalt an biogenen Stoffen von mindestens 4,6 % (KN 2710 12 41, 2710 12 45 und 2710 12 49):
- mit Bleigehalt von 0,013 g/l oder weniger („bleifrei“) und einem Schwefelgehalt von höchstens 10 mg/kg 0,482 Euro/Liter
- mit höherem Schwefelgehalt: 0,515 Euro/Liter
- mit höherem als 0,013 g/l Bleigehalt und einem Schwefelgehalt von höchstens 10 mg/kg: 0,554 Euro/Liter
- mit höherem als 0,013 g/l Bleigehalt und höherem Schwefelgehalt: 0,587 Euro/Liter

Flugturbinenkraftstoff (mittelschwere Öle) (KN 2710 19 21 und 2710 19 25): 0,397 Euro/Liter
Diesel (Gasöl) mit einem Gehalt an biogenen Stoffen von mindestens 6,6 % (KN 2710 19 43 bis 2710 19 48 und 2710 20 11 bis 2710 20 19):
- mit einem Schwefelgehalt von höchstens 10 mg/kg: 0,397 Euro/Liter
- mit einem höheren Schwefelgehalt: 0,425 Euro

Heizöl leicht (gekennzeichnet mit Farbstoff; KN 2710 19 43 bis 2710 19 48 und 2710 20 11 bis 2710 20 19):
- mit einem Schwefelgehalt von höchstens 10 mg/kg: 0,098 Euro/Liter
- mit einem höheren Schwefelgehalt: 0,128 Euro/Liter

Verflüssigte gasförmige Kohlenwasserstoffe (Erdgas: KN 2711 11 00, Biogas: KN 2711 19 00):
- wenn als Treibstoff verwendet: 0,261 Euro/Liter
- wenn im Sinne des Erdgasabgabegesetzes verwendet: 0,043 Euro/Liter
- sonst: 0,088 Euro/Liter

Heizöl schwer (KN 2710 19 62 bis 2710 19 68 und 2710 20 31 bis 2710 20 39):
- Wenn sie zum Verfeuern verwendet werden 0,06 Euro/l
- sonst: 0,425 Euro/l

Andere Flüssiggase (ausgenommen Biogas nach KN 2711 19 00):
- als Treibstoff: 0,261 Euro/Liter
- sonst: 0,043 Euro/Liter

Andere Kraftstoffe:
- als Treibstoff: 0,515 Euro/Liter
- sonst: 0,261 Euro/Liter
- Andere Heizstoffe:
- mit Schwefelgehalt von höchstens 10 mg/kg: 0,098 Euro/Liter
- sonst: 0,128 Euro/Liter

Die Klassifizierung bezieht sich auf die Kombinierte Nomenklatur zur Klassifizierung von Waren der EU.

## Ausnahmen

### Vollständige Befreiungen
- Luftfahrt: Die gewerbliche Luftfahrt ist von der MÖSt befreit. Die Befreiung gilt auch für nicht grenzüberschreitende Flüge.[7]
- Schifffahrt: Die gewerbliche Schifffahrt auf der Donau, dem Bodensee und dem Neusiedlersee sind von der MÖSt befreit.

- „Biodiesel“: Heiz- und Treibstoffe, die gänzlich oder fast zur Gänze aus biogenen Stoffen hergestellt wurden.
- Hersteller von Kraftstoffen für deren Eigenverbrauch (momentan in Österreich nur OMV)

### Teilweise Rückerstattung
Für die folgenden Anwendungen wird der Steuerunterschied zwischen Diesel und Heizöl rückvergütet:
- Anlagen zur Erzeugung von Wärme und elektrischer Energie
- Agrardiesel: Seit 2005 bekommen auch land- und forstwirtschaftliche Betriebe die bei der Bewirtschaftung anfallende Mineralölsteuer bis auf den Steuerersatz von Heizöl zurückerstattet. Es ist auch eine Pauschalisierung auf Basis des durchschnittlichen Verbrauchs pro Hektar möglich.

### Kritik
Die unterschiedliche Besteuerung erzeugt einen erheblichen Vorteil für Flüssiggas, und auch Erdgas und einen geringen Vorteil für Diesel.
| Kraftstoff | € Cent/kWh |
| Benzin     | 5,6        |
| Diesel     | 4,1        |
| Erdgas     | 2,6        |
| Flüssiggas | 2          |

Der Heizwert wurde inkl. Zusätze laut Angaben des Umweltbundesamtes benutzt.
- Seit Jahren fordern auch die Blaulichtorganisationen eine Befreiung von der MÖSt, bislang jedoch ohne Erfolg[9].
- Das Ökosoziale Forum kritisiert die Befreiung der Luftfahrt von der Mineralölsteuer zusammen mit der Befreiung von Flugtickets von der Umsatzsteuer als klimaschädliche Subventionen.[10]

## Kennzeichnung von Heizöl
Um das niedriger besteuerte Heizöl „Extraleicht“, welches chemisch identisch mit Dieseltreibstoff ist, unterscheiden zu können, wird dem Heizöl ein Farbmittel beigemengt. Das Farbmittel setzt sich an Tankgehäuse und Leitungen ab und kann bei einer Überprüfung auch noch Jahre später nachgewiesen werden.

## Internationaler Vergleich
Die Höhe der Mineralölsteuersätze für Benzin und Diesel liegt in Österreich unter den vergleichbaren Sätzen seiner Nachbarländer, wie etwa der Energiesteuer in Deutschland. Dies erklärt sich aus der gleichzeitig wesentlich höheren motorbezogenen Steuer die pro Fahrzeug höhere Steuereinnahmen als in Deutschland ermöglicht. Der sich daraus ergebende Preisvorteil österreichischer gegenüber anderen Tankstellen ist ursächlich für den Tanktourismus. Dieser entsprach im Jahr 2010 einem Volumen von 25 % des gesamten Tankstellenumsatzes.